# Радоміцько (Любуське воєводство)
Радоміцько (пол. Radomicko, нім. Radenickel) — село в Польщі, у гміні Машево Кросненського повіту Любуського воєводства.
Населення — 170 осіб (2011).
У 1975-1998 роках село належало до Зеленогурського воєводства.

## Демографія
Демографічна структура станом на 31 березня 2011 року:
|          | Загалом | Допрацездатний вік | Працездатний вік | Постпрацездатний вік |
| -------- | ------- | ------------------ | ---------------- | -------------------- |
| Чоловіки | 81      | 14                 | 62               | 5                    |
| Жінки    | 89      | 16                 | 51               | 22                   |
| Разом    | 170     | 30                 | 113              | 27                   |